# Johann Ernst Arminius von Rauschenplat

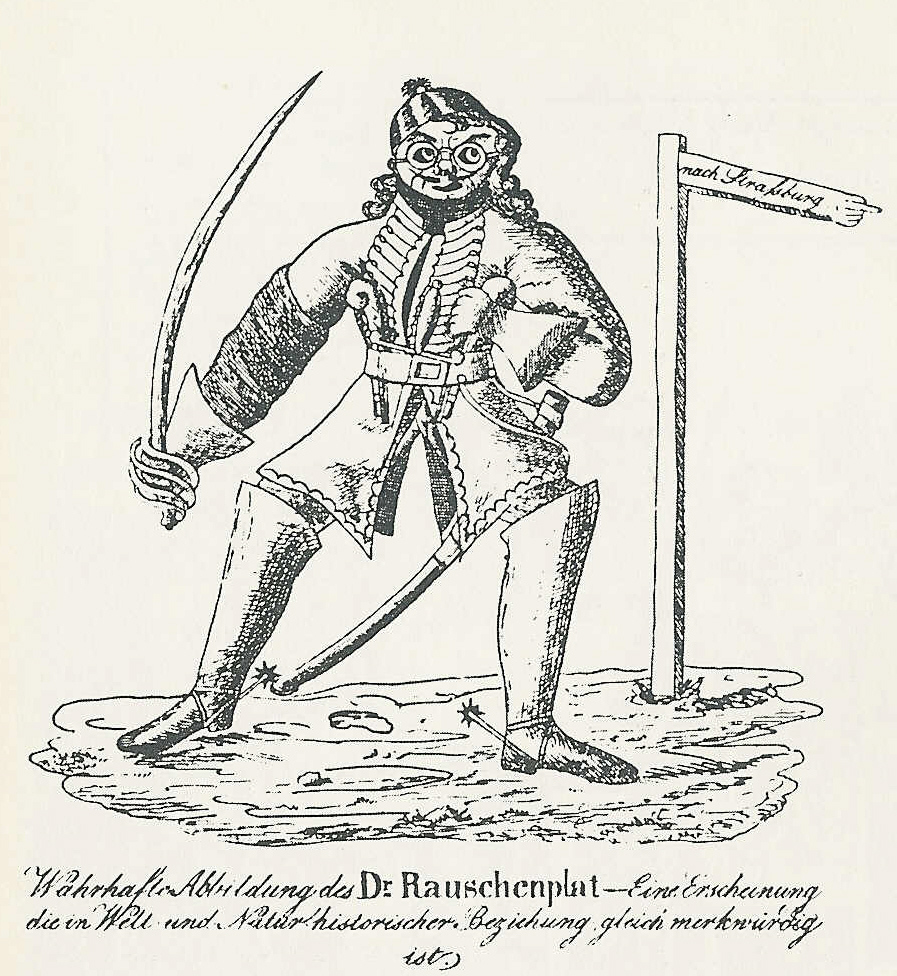
Karikatur „Wahrhafte Abbildung des Dr. Rauschenplat – Eine Erscheinung die in Welt und Natur historischer Beziehung gleich merkwürdig ist.“ Anonymer Kupferstich von 1831

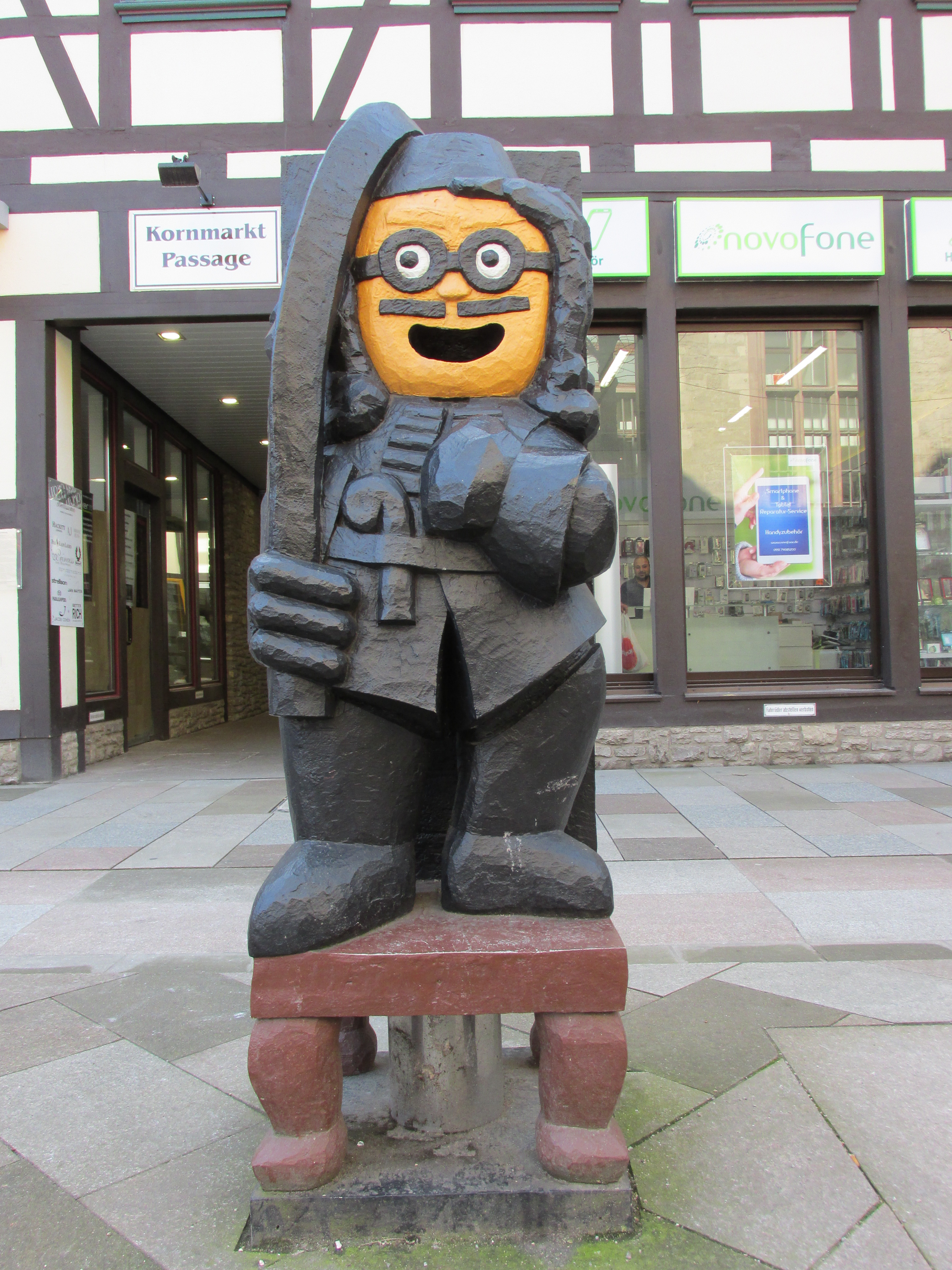
Das Denkmal Göttinger Erhebung (Einweihung 2012) des Künstlers Andreas Welzenbach auf dem Marktplatz Göttingen stellt von Rauschenplat dar

Johann Ernst Arminius von Rauschenplat (auch: Johann Hermann von Rauschenplat) (* 6. Oktober 1807 in Alfeld an der Leine; † 21. Dezember 1868 in ebenda) war ein deutscher Revolutionär und Freiheitskämpfer.

## Leben
Rauschenplat studierte in Berlin und Göttingen Rechtswissenschaft und schloss sich in Göttingen dem Corps Hildesia (Mitglied im Göttinger Senioren-Convent) an. Im Jahre 1829 wurde er hier mit seiner Dissertation: De onere probandi in negatoria actione zum Dr. iur. promoviert und nach seiner Habilitation 1830 Privatdozent.
Eine eher kleinere Auseinandersetzung innerhalb der Fakultät führte dann im Januar 1831 zur so genannten Göttinger Revolution. Der Dekan Gustav Hugo hatte zwei Passagen in der Dissertation des Dozenten Heinrich Ahrens beanstandet, woraufhin von Rauschenplat zusammen mit ihm und Carl Wilhelm Theodor Schuster einen Protest in einer bekannten Zeitschrift veröffentlichte und den unzensierten Druck der beanstandeten Dissertation in einer ausländischen Zeitschrift veranlasste. Dies führte zu einer akademischen Untersuchung, was unter den Studenten und Bürgern für Unruhe sorgte. Die Studenten formierten um die drei Dozenten eine Lesegesellschaft, Bürger aus Göttingen und Osterode am Harz solidarisierten sich.
Am 8. Januar 1831 brach der Aufstand los. An der Spitze stand dabei von Rauschenplat, unterstützt durch die Studenten der Hildesia. Der Göttinger Magistrat und der Polizeicommissar Westphal wurden ohne Widerstand abgesetzt. Ein Gemeinderat wurde gebildet, Studenten und Bürgerschaft bewaffneten sich.
Von Rauschenplat gehörte dem Gemeinderat an und wurde Chef der bewaffneten Macht, der „Nationalgarde“, der allein 500 Studenten angehörten. Der akademische Senat machte noch den Versuch, Studenten und Bürger auseinanderzudividieren, indem er die Studenten in einer „Sicherheitswache“ unter Führung des Medizinprofessors Langenbeck vereinigen wollte, aber die rhetorischen Fähigkeiten von Rauschenplats verhinderten das.
Die Aufständischen veranstalteten Proklamationen, Reden und Umzüge durch die Stadt, hatten aber offensichtlich Schwierigkeiten bei der Definition der politischen Ziele, die sie erreichen wollten. Der spätere Rechtsanwalt und Schriftsteller Heinrich Albert Oppermann war als junger Student Augenzeuge der Vorgänge, die er in seinem Erstlingswerk beschrieb:
Man schlug vor, Osterode zu befreien, Andere wollten auf geradem Wege nach Hannover ziehen und unterwegs Alles revolutionieren; wieder Andere wollten zuerst nach Hildesheim. Nirgends Einheit und Uebereinstimmung, nirgends Unterredung und Gehorsam, und so blieb es beim Zank […]. So ernst Viele auch die Sache betrachteten, so hielt sie doch die Mehrzahl nur für einen Carnevalsspaß. Man exercirte und patrouillirte, machte Paradezüge durch die Stadt, und leerte die Rauchkammern der Philister von überflüssigen Würsten, Alles zu ihrer Befreiung. Schon klagten aber die Frauen über Versäumniß der Männer, der Gesellen und Lehrburschen, über das Verschwinden des schönen Vorraths von Wurst und Schinken; schon war für die Philister selbst der Wachedienst ermüdend und beschwerlich […]
Heinrich Albert Oppermann (Pseudonym: Herman Forsch), Studentenbilder
Bald rückte hannoversches Militär heran. Die Aufständischen unternahmen Anstalten zur Verteidigung, die Stadttore wurden verbarrikadiert. Trotzdem marschierte das Heer am 16. Januar in Göttingen ein.
Die akademischen Anführer, unter ihnen von Rauschenplat, entkamen nach Frankreich, die führenden Köpfe der ansässigen Bürger wurden zu langjährigen Gefängnisstrafen verurteilt.
Auch in den nächsten Jahren nahm von Rauschenplat kontinuierlich an revolutionären Aktivitäten teil. So kämpfte er mit den Belgiern um ihre Unabhängigkeit gegen die Niederlande. 1832 nahm er am Hambacher Fest teil und hatte beim Frankfurter Wachensturm 1833 die militärische Führung inne. Nach deren Scheitern flüchtete er über Frankreich in die Schweiz, wo er in der Nähe von Basel die Gemeinde Diepflingen, die in den Basler Trennungswirren zur Stadt Basel hielt, dazu überredete, sich vom neu gegründeten Kanton Basel-Landschaft loszusagen und eine eigene Republik zu gründen. Zu seinem Freundeskreis im Exil gehörte der Vormärzpolitiker Georg Fein. Des Weiteren nahm er 1834 am Aufstand des Giuseppe Mazzini in Savoyen und 1835 am Ersten Karlistenkrieg in Spanien teil.
Nachdem er auch aus der Schweiz ausgewiesen worden war, arbeitete er von 1836 bis 1848 als Deutschlehrer in Straßburg.
Nach der Märzrevolution von 1848 wurde er Mitglied des Vorparlaments zur Frankfurter Nationalversammlung, trat aber später in den Polizeidienst des Reichsverwesers Johann von Österreich ein. Da er sich dabei an den Kämpfen gegen die badischen Aufständischen unter Friedrich Hecker (Heckerzug) beteiligte, wurde er amnestiert und konnte 1851 in das Königreich Hannover zurückkehren.
Rauschenplat starb 1868 „in geistiger Umnachtung“ in seinem Geburtsort Alfeld/Leine und wurde dort auf dem alten Friedhof an der Hildesheimer Straße bestattet. Hundert Jahre später war sein Grabkreuz noch vorhanden, doch sind 1972 alle Gräber eingeebnet und die eisernen Grabkreuze verschrottet worden.

## Werke
- De onere probandi in negatoria actione. Rosenbusch, Göttingen 1830. (Dissertatio Göttingen) MDZ
- Briefe über Frankreich und Deutschland. Flugblatt 1. Straßburg 1840. Polona
- Briefe über Frankreich und Deutschland. Flugblatt 2. Straßburg 1840. POLONA
- Die geheimen Beschlüsse der Wiener Kabinets-Konferenzen vom Jahre 1834 nebst Anhang. Die geheime preußische Denkschrift vom Jahre 1822. Silbermann, Straßburg 1844.